# يوجينيو كولومبو
يوجينيو كولومبو (بالإيطالية: Eugenio Colombo)‏ هو عازف جاز وملحن إيطالي، ولد في 10 ديسمبر 1953 في روما في إيطاليا.

## وصلات خارجية
- يوجينيو كولومبو على موقع ميوزك برينز (الإنجليزية)
- يوجينيو كولومبو على موقع أول ميوزيك (الإنجليزية)
- يوجينيو كولومبو على موقع ديسكوغز (الإنجليزية)